# Trinidad (Honduras)
Trinidad (en honor a la Santísima Trinidad) es un municipio del departamento de Santa Bárbara en la República de Honduras.

## Límites
| Orientación | Límite                                          |
| ----------- | ----------------------------------------------- |
| Norte       | Municipio de Petoa, Santa Bárbara               |
| Sur         | Municipio de Ilama, Santa Bárbara               |
| Sur         | Municipio de San José de Colinas, Santa Bárbara |
| Este        | Municipio de Chinda, Santa Bárbara              |
| Oeste       | Municipio de San Luis, Santa Bárbara            |
| Oeste       | Municipio de San José de Colinas, Santa Bárbara |

## Historia
El sitio fue fundada en 1794, por un grupo mes españoles criollos, incluidos judíos Sefarditas o judíos españoles, que procedían de Chiquimula, Guatemala. A finales del siglo XVIII se formó en un pequeño valle, su población de vecinos españoles provenía en su mayoría de Chiquimula bautizaron el lugar con el nombre de "El Vallecito de La Trinidad", por su avocación a la trilogía cristiana.
Las bondades del clima hicieron que los fundadores prosperaran, al punto que un censo realizado en 1791 por el Obispo de Comayagua arroja un resultado de 36 españoles, 14 ladinos y 16 solteros. 
La primera idea de convertir en sitio en municipalidad fue en 1792, por lo que inmediatamente se giró una solicitud a la Subdelegación de Chinda para tal efecto, haciéndose presente poco tiempo después el señor subdelegado Blas José de Baena, quien llegó para verificar si el lugar escogido ofrecía excelentes condiciones de vida al poblado. Las ventajas de entonces era que el valle tenía acceso directo al camino real que venía desde Comayagua, sumado a las magníficas tierras para cosechar maíz, arroz, frijol, plátanos, etc. Además el buen clima para la cría de ganado y el agua abundante para el consumo humano. Vistas esas condiciones, el delegado del Partido de Tencoa, giro órdenes para que se procediera al trazo de calles, plaza y escoger el sitio adecuado donde ubicar la iglesia y el cabildo, así como escoger a las primeras personas que conformarían la primera municipalidad. Fue así que el 13 de mayo de 1794 se hizo el trazado de calles y se colocó la primera cruz en el lugar destinado para el templo, (monumento que aún se conserva), en ese momento se eligió al señor Juan José Faxjardo como el primer Alcalde del municipio, el Primer Regidor fue Cayetano Fajardo Morello. Mientras que Trinidad fue elevada al rango de ciudad hasta el 18 de marzo de 1926.
Una de las ventajas era su acceso al camino real proveniente de Comayagua y las excelentes condiciones de la tierra para cultivos y ganadería. El 13 de mayo de 1794 se hizo el trazado de plazas y calles y se escogió el sitio de la Iglesia y se colocó una cruz de ocote fino al frente del lugar designado para la iglesia. Las primeras autoridades del lugar fueron:
| Cargo            | Nombre                    |
| ---------------- | ------------------------- |
| Alcalde          | Juan José Fajardo Morello |
| Escribano        | Miguel Félix Paredes      |
| Regidor Mayor    | Cayetano Fajardo Morello  |
| Regidor Segundo  | Pablo José Paz            |
| Alguacil Mayor   | Vicente Rápalo            |
| Alguacil Segundo | Martín Fernández          |
| Alguacil Segundo | Francisco Pineda          |

## Turismo

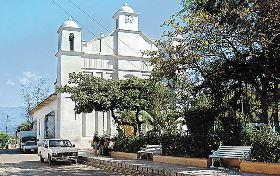
Iglesia católica de Trinidad, Santa Bárbara.jpg

### Chimeneas Gigantes
El 8 de diciembre de 2001 y en la celebración de la virgen Inmaculada Concepción se comenzó con una tradición tanto cultural como artística de crear un "Paseo Real de Chimeneas Gigantes", estatuas las cuales son quemadas el 12 de diciembre de cada año, este acto cultural y social ha otorgado al Municipio de Trinidad gran notoriedad dentro de Honduras e internacionalmente, debido a la asistencia de turistas que degustan apreciar el arte fallero local.

### Iglesia
En el Municipio de Trinidad, hay una riqueza significativa de este tipo de patrimonios en donde se destaca la Iglesia católica de la localidad, construida hace muchos años, aunque las múltiples reparaciones hechas le dan un toque mucho más reciente. Frente a la iglesia está ubicada una antigua cruz de madera (ocote fino), supuestamente instalada por las personas que llegaron en representación de la autoridad del Partido de Chinda, para delinear el municipio en el momento que fue autorizada su fundación. Esta cruz fue colocada el 13 de mayo de 1794, para indicar el lugar en donde se construiría el templo católico. En su base tiene inscrito el siguiente mensaje que dice:

MONUMENTO A LA VIDA Desde el subsuelo profundas raíces gigantescas, sustentan las venas milenarias de los trinitecos. Por la divina gracia de quienes nos dieron un lugar para nacer, fuimos alúas, españoles, peninsulares y criollos. Hoy somos agua, fuego, amistad, alegría. Nuestra conciencia histórica tiene origen, Dignidad y orgullo ancestral. Y así será para siempre. Trinidad, 14 de mayo de 1794

El cementerio general de la comunidad es otro de los bienes inmuebles de gran valor, histórico y espiritual para los vecinos de la comunidad, por el sentimiento que conecta con el mundo de sus antepasados, por la arquitectura de los mausoleos y por una cantidad de símbolos que aún no han sido descifrados en su contenido.

## División Política
Aldeas: 22 (2013)
Caseríos: 129 (2013)
| Código | Aldea                  |
| ------ | ---------------------- |
| 162601 | Trinidad               |
| 162602 | Cebadilla              |
| 162603 | Chimizales             |
| 162604 | El Carmen              |
| 162605 | El Corozal             |
| 162606 | El Diviso              |
| 162607 | El Guineal             |
| 162608 | El Higuito             |
| 162609 | El Rodeo               |
| 162610 | El Tigre               |
| 162611 | El Tumbo               |
| 162612 | La Alegría             |
| 162613 | La Angostura           |
| 162614 | La Huerta              |
| 162615 | La Unión               |
| 162616 | Las Delicias           |
| 162617 | Las Trojes             |
| 162618 | Matasanales            |
| 162619 | Pinabete o Loma Limpia |
| 162620 | San Francisco          |
| 162621 | Santa Rosita           |
| 162622 | Tascalapa              |
|        | El Carrizal            |
|        | La zona                |
|        | Aguacatales            |
|        | Quebrada Honda         |
|        | El Rosario             |
|        | Montecristo            |
|        | El Temblor             |
|        | La Guama               |
|        | Plan del Negro         |
|        | El Plan                |
|        | El Chaguiton           |
|        | Buena Vista            |

## Ciudades hermanadas
- Valencia[8]